# Pont du Kizil-Hauzen
 (octobre 2023).
Si vous disposez d'ouvrages ou d'articles de référence ou si vous connaissez des sites web de qualité traitant du thème abordé ici, merci de compléter l'article en donnant les références utiles à sa vérifiabilité et en les liant à la section « Notes et références ».
Le pont du Kizil-Hauzen ou Pol-e Dokhtar est un pont situé près de la ville de Mianeh en Azerbaïdjan oriental (Iran), permettant de franchir la rivière Ghezel Ozan.
Sa partie centrale a été détruite en 1946. Son style architectural remonterait au VIIIe siècle. 

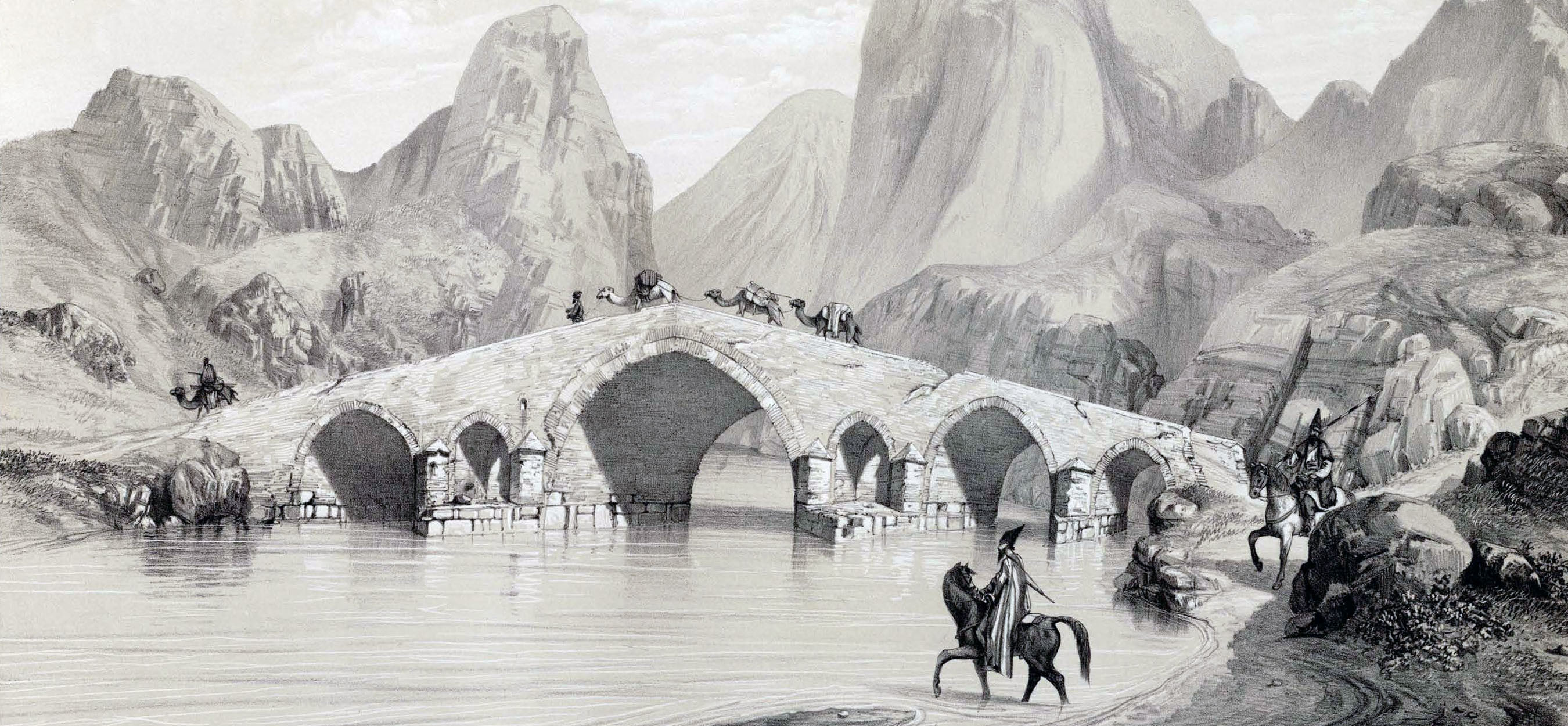
Le pont du Kizil-Hauzen d'après Eugène Flandin (1840).
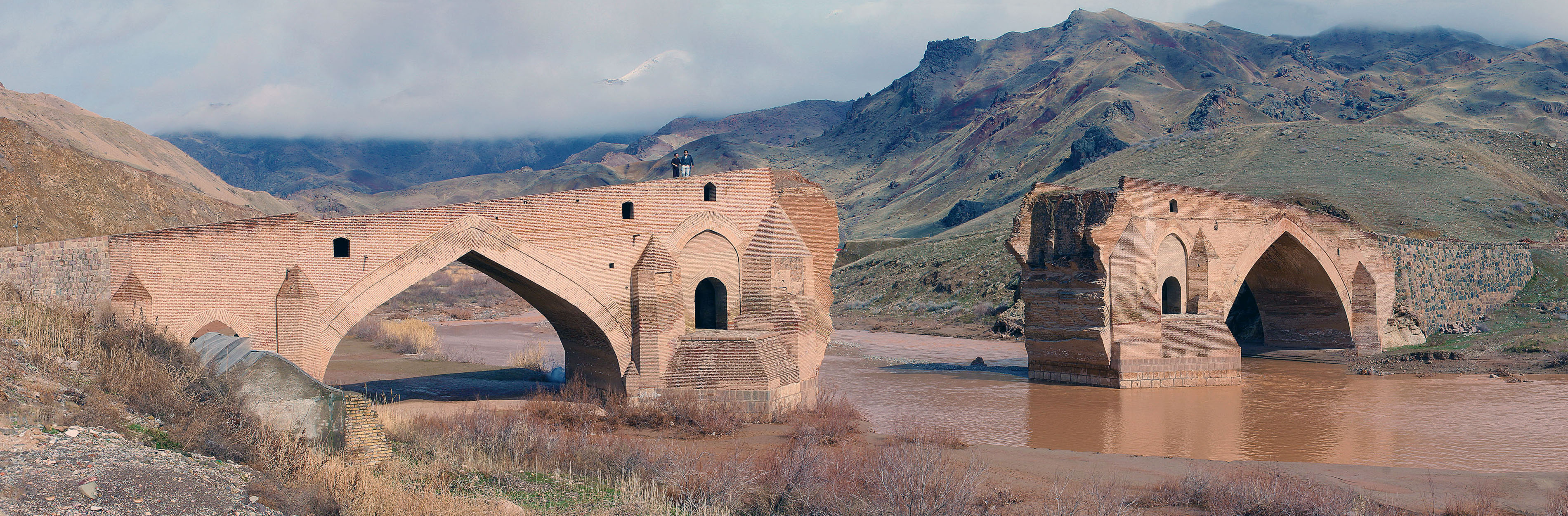
Le pont du Kizil-Hauzen en 2013.